# كتاب الشفاء
كتاب الشفاء (باللاتينية: Sufficientia) تُعرف أيضًا باسم The Cure أو Assepha) هي موسوعة علمية وفلسفية كتبها أبو علي بن سينا من بلاد فارس في العصور الوسطى، بالقرب من بخارى في بلاد ما وراء النهر. على الأرجح أنه بدأ في تأليف الكتاب عام 1014، وأكمله حوالي عام 1020، ونشره عام 1027.
هذا العمل هو العمل الرئيسي لابن سينا في العلوم والفلسفة، ويهدف إلى «علاج» أو «شفاء» جهل الروح. وبالتالي، على الرغم من عنوانه، فهو لا يهتم بالطب، على عكس كتاب ابن سينا السابق «القانون في الطب» (5 مجلدات) والذي يعتبر في الواقع طبيًا.
الكتاب مقسم إلى أربعة أجزاء: المنطق، والعلوم الطبيعية، والرياضيات (رباعي الحساب، والهندسة، وعلم الفلك، والموسيقى) والميتافيزيقا. وقد تأثر بالفلاسفة اليونانيين القدماء مثل أرسطو. المفكرين الهلنستيين مثل بطليموس؛ وفي وقت سابق بالعلماء المسلمين الفرس، مثل الكندي، والفارابي، والبيروني.

## العلوم

### الفلك
في علم الفلك، يقترح الكتاب نظرية أن الزهرة أقرب إلى الأرض من الشمس.

### الكيمياء
جمعت نظرية ابن سينا حول تكوين المعادن بين نظرية الكبريت والزئبق الخيميائية للمعادن (على الرغم من أنه كان ناقدًا للكيمياء) مع نظريات المعادن لأرسطو وثيوفراستوس. ابتكر توليفة من الأفكار المتعلقة بطبيعة الحالة المعدنية والمعدنية.

### علوم الأرض
علّق تولمين وجودفيلد (1965) على مساهمة ابن سينا في الجيولوجيا:

### علم الحفريات
ساهم ابن سينا أيضًا في علم الحفريات بتفسيره لكيفية حدوث ركام الأحافير. شرحها أرسطو سابقًا من حيث الزفير البخاري، الذي عدله ابن سينا إلى نظرية السوائل المتحجرة (succus lapidificatus)، والتي وضعها ألبيرتوس ماغنوس في القرن الثالث عشر وقبلها بشكل ما معظم علماء الطبيعة بحلول القرن السادس عشر. قدم ابن سينا الملاحظات التالية حول النظريات التي كانت موجودة في ذلك الوقت حول الحفريات وتحجر النباتات والحيوانات:

### علم النفس
يناقش ابن سينا في كتاب الشفاء العقل ووجوده والعلاقة بين العقل والجسد والإحساس والإدراك وما إلى ذلك. يكتب أنه على المستوى الأكثر شيوعًا، يمكن رؤية تأثير العقل على الجسد في الحركات الإرادية، حيث يطيع الجسم كلما أراد العقل تحريك الجسم. يكتب كذلك أن المستوى الثاني من تأثير العقل على الجسد هو من العواطف والإرادة. كمثال، يقول إنه إذا تم وضع لوح من الخشب كجسر فوق فجوة، فلا يمكن لأي شخص أن يتسلل فوقها دون أن يسقط إذا كان ذلك الشخص يصور نفسه فقط في حالة سقوط محتمل بشكل واضح لدرجة أن «القوة الطبيعية لـ الأطراف تتفق معها».
كما كتب أن المشاعر السلبية القوية يمكن أن يكون لها تأثير سلبي على الوظائف الخضرية للفرد وقد تؤدي إلى الموت في بعض الحالات. كما يناقش التنويم الإيحائي (الوهم الأميل)، مشيرًا إلى أنه يمكن للمرء أن يخلق ظروفًا في شخص آخر حتى يتقبل حقيقة التنويم المغناطيسي. كان ابن سينا أيضًا أول من قسم الإدراك البشري إلى الحواس الخارجية الخمس (الحواس الكلاسيكية للسمع والبصر والشم والذوق واللمس المعروفة منذ التاريخ القديم) والحواس الداخلية الخمس التي اكتشفها بنفسه::366
1. الحس السليم، الذي يجمع بين إحساس البيانات إلى التعاليم.
2. القوة التخيلية التي تحافظ على الصور الإدراكية؛
3. الخيال، الذي يعمل على هذه الصور من خلال الجمع بينها وفصلها، ليكون بمثابة مقر العقل العملي؛
4. الوهم (الغريزة)، التي تدرك الصفات (مثل الخير والشر، الحب والكراهية، إلخ) وتشكل أساس شخصية الشخص سواء كانت متأثرة بالعقل أم لا؛ و
5. المعاني (النوايا)، التي تعمل على حفظ كل هذه المفاهيم في الذاكرة.[20]:366

يقدم ابن سينا أيضًا تفسيرات نفسية لبعض الأمراض الجسدية، ويربط دائمًا الأمراض الجسدية والنفسية معًا. يصف الكآبة (أي الاكتئاب) كنوع من اضطراب المزاج الذي قد يصبح فيه الشخص مشبوهًا ويصاب بأنواع معينة من الرهاب. ويذكر أن الغضب ينذر بانتقال الكآبة إلى الهوس، ويوضح أن الرطوبة داخل الرأس يمكن أن تسهم في اضطرابات المزاج. يدرك أن هذا يحدث عندما يتغير مقدار التنفس: تزيد السعادة التنفس مما يؤدي إلى زيادة الرطوبة داخل الدماغ، ولكن إذا تجاوزت هذه الرطوبة حدودها، يفقد الدماغ السيطرة على عقلانيته ويؤدي إلى اضطرابات نفسية. كما يكتب عن أعراض وعلاجات الكابوس والصرع وضعف الذاكرة.:376
غالبًا ما استخدم ابن سينا طرقًا نفسية لعلاج مرضاه.:366 :366أحد الأمثلة على ذلك هو عندما كان أمير فارسي يعاني من الكآبة، ويعاني من الوهم بأنه كان بقرة. كان يبكي ويصرخ، «اقتلني حتى يصنع من لحمي يخنة جيدة»، ولن يأكل أي شيء أبدًا. تم إقناع ابن سينا بتولي القضية. أرسل ابن سينا رسالة إلى المريض، يطلب منه أن يكون سعيدًا حيث كان الجزار قادمًا ليذبحه، وابتهج الرجل المريض. عندما اقترب ابن سينا من الأمير وبيده سكين، سأل «أين البقرة حتى أقتلها». ثم صرخ المريض مثل بقرة للإشارة إلى مكانه. تم وضع المريض على الأرض للذبح. عندما اقترب ابن سينا من المريض، متظاهرًا بالاستعداد لذبحه، قال: «البقرة هزيلة جدًا وغير مستعدة للقتل. يجب إطعامه بشكل صحيح وسأقتله عندما يصبح سمينًا وصحيًا». ثم عُرض على المريض طعام يأكله بشغف، وتدريجيًا «استعاد قوته، وتخلص من أوهامه، وشفي تمامًا». :376

## الفلسفة
في العالم الإسلامي في القرون الوسطى، ويرجع ذلك إلى مصالحة ابن سينا الناجحة لل أرسطية والأفلاطونية جنبا إلى جنب مع الكلام، أصبحت فلسفة ابن سينا في نهاية المطاف المدرسة الرائدة في الفلسفة الإسلامية المبكرة في القرن ال12، وأصبح ابن سينا السلطة المركزية في الفلسفة.
كان ابن سينا مؤثرًا أيضًا في أوروبا في العصور الوسطى، ولا سيما مذاهبه حول طبيعة الروح ووجوده - تمييز الجوهر، جنبًا إلى جنب مع النقاشات والانتقادات التي أثاروها في أوروبا المدرسية. كان هذا هو الحال بشكل خاص في باريس، حيث تم حظر ابن سينا لاحقًا في عام 1210. ومع ذلك، فقد أثر علم النفس الإسلامي ونظريته في المعرفة على ويليام أوف أوفيرني وألبرتوس ماغنوس، بينما أثرت الميتافيزيقيا على فكر توماس الأكويني.

### المنطق
ناقش ابن سينا موضوع المنطق في الفلسفة الإسلامية على نطاق واسع في أعماله، وطور نظامه المنطقي المعروف باسم «منطق ابن سينا» كبديل للمنطق الأرسطي. بحلول القرن الثاني عشر، حل منطق ابن سينا محل المنطق الأرسطي باعتباره النظام السائد للمنطق في العالم الإسلامي. بعد الترجمات اللاتينية للقرن الثاني عشر، كانت كتاباته عن المنطق أيضًا ذات تأثير مهم على كتاب العصور الوسطى الغربية مثل ألبرتوس ماغنوس.
لقد كتب عن القياس المنطقي الافتراضي وعن حساب التفاضل والتكامل الافتراضيين، اللذين كانا جزءًا من التقليد المنطقي الرواقي. لقد طور نظرية أصلية للقياس المنطقي «المؤقت مؤقتًا»، واستخدم المنطق الاستقرائي، مثل طرق الاتفاق والاختلاف والاختلافات المصاحبة التي تعتبر حاسمة بالنسبة للطريقة العلمية.

### الميتافيزيقيا
تميز الميتافيزيقيا الإسلامية المبكرة، المشبعة باللاهوت الإسلامي، بشكل أوضح من الأرسطية، الفرق بين الجوهر والوجود. [بحاجة لمصدر] حين أن الوجود هو مجال الاحتمال والعرضي، فإن الجوهر يدوم داخل كائن ما وراء الصدفة. تدين فلسفة ابن سينا، وخاصة الجزء المتعلق بالميتافيزيقيا، بالكثير للفارابي. يمكن رؤية البحث عن فلسفة إسلامية محددة حقًا في ما تبقى لنا من عمله.
باتباعًا لقيادة الفارابي، بدأ ابن سينا تحقيقًا شاملاً في مسألة الكينونة، وميز فيه بين الجوهر والوجود. لقد جادل بأن حقيقة الوجود لا يمكن الاستدلال عليها أو تفسيرها من خلال جوهر الأشياء الموجودة وأن الشكل والمادة في حد ذاتهما لا يمكن أن يتفاعل ويؤسس حركة الكون أو التفعيل التدريجي للأشياء الموجودة. لذلك، يجب أن يكون الوجود ناتجًا عن سبب - فاعل يستلزم الجوهر أو يعطيه أو يمنحه أو يضيفه. للقيام بذلك، يجب أن يكون السبب شيئًا موجودًا ويتعايش مع تأثيره.
كان إثبات ابن سينا لوجود الله هو الحجة الأنطولوجية الأولى، التي اقترحها في قسم «الميتافيزيقيا» من كتاب الشفاء. كانت هذه المحاولة الأولى لاستخدام طريقة البرهان المسبق، والتي تستخدم الحدس والعقل فقط. برهان ابن سينا على وجود الله فريد من نوعه من حيث أنه يمكن تصنيفه كحجة كونية وحجة وجودية. «إنه وجودي بقدر ما يكون» الوجود الضروري «في العقل هو الأساس الأول للدفاع عن ضرورة وجود». والدليل أيضًا «كوني بقدر ما يتم تناوله في الغالب بالحجة أن الوجود العرضي لا يمكن أن يقف بمفرده ويجب أن ينتهي به الأمر في وجود ضروري».

### فلسفة العلم
في قسم «البرهان» من الكتاب، يناقش ابن سينا فلسفة العلم ويصف منهجًا علميًا مبكرًا للبحث. يناقش تحليلات أرسطو اللاحقة ويبتعد عنها بشكل كبير في عدة نقاط. يشرح ابن سينا مسألة المنهجية الصحيحة للبحث العلمي ومسألة «كيف يكتسب المرء المبادئ الأولى للعلم؟» يسأل كيف يمكن للعالم أن يتوصل إلى «البديهيات أو الفرضيات الأولية لعلم استنتاجي دون الاستدلال عليها من بعض المقدمات الأساسية؟» يوضح أن الوضع المثالي هو عندما يدرك المرء أن «العلاقة قائمة بين المصطلحات، والتي من شأنها أن تسمح باليقين المطلق والشامل». ثم يضيف ابن سينا طريقتين أخرى لوصوله إلى المبادئ الأولى: القديم أرسطو طريقة الاستقراء وطريقة الفحص والتجريب. ينتقد ابن سينا الاستقراء الأرسطي، بحجة أنه «لا يؤدي إلى المقدمات المطلقة والعالمية والمحددة التي يزعم توفيرها». في مكانه، طور «طريقة التجريب كوسيلة للبحث العلمي».

## أقسام النص
نُشرت طبعات نقدية للنص العربي في القاهرة، 1952-1983، تحت إشراف إبراهيم مدكور في الأصل. بعض هذه الطبعات مذكورة أدناه:
- المنطق، الجزء 1، آل أحواني، القاهرة: المطبعة الأميرية، 1952. (المجلد الأول، الجزء الأول من الشفاء.)
- التفسير، الذي حرره م. شرم الخضيري. القاهرة: دار الكاتب العربي 1970. (المجلد 1، الجزء 3 من الشفاء.)
- القياس، الذي حرره س. زايد وI. مدكور، القاهرة: Organisme General des Imprimeries Gouvernementales، 1964. (المجلد الأول، الجزء الرابع من الشفاء.)
  - شهابي، ن. العابرة. 1973. المنطق الإرشادي لابن سينا، Dordrecht: Reidel.
- البرهان تحرير العفيفي. القاهرة: Organisme General des Imprimeries Gouvernementales، 1956. (المجلد الأول، الجزء الخامس من الشفاء.)
- الجدل الذي حرره أ.ف الأحواني. القاهرة: Organisme General des Imprimeries Gouvernementales، 1965. (المجلد الأول، الجزء 6 من الشفاء.)
- الخطابة، تحرير س. سليم، القاهرة: المطبعة الوطنية، 1954. (المجلد الأول، الجزء الثامن من الشفاء.)
- الإلهيات، تحرير موسى، إس. دنيا وسيد زايد، القاهرة: Organisme General des Imprimeries Gouvernementales، 1960؛

RM Savory and DA Agius، ed. وعبر. 1984. «ابن سينا حول المفاهيم الأولية في ميتافيزيقا الشفاء»، في شعارات إسلاميكوس، تورنتو، أونتاريو: المعهد البابوي لدراسات العصور الوسطى؛
أناواتي، جي سي، ترانس. 1978، 1985. «ميتافيزيقيا الشفاء»، (دراسات مسلمين 21 و 27). باريس: فرين. (المجلد. أنا، كتب 1-5 ؛ المجلد. ثانيًا. كتب 6-10.)
مارمورا، مايكل إي 2005. ميتافيزيقا الشفاء. نص إنجليزي عربي مواز، مع مقدمة وشروح من قبل ME Marmura. بروفو، يوتا: مطبعة جامعة بريغهام يونغ.
- االنفس، الذي حرره GC Anawati وS. زايد. القاهرة: Organisme General des Imprimeries Gouvernementales، 1975؛

الرحمن، ف. أد. 1959. De Anima لابن سينا، كونها الجزء النفسي من كتاب الشفاء، لندن: مطبعة جامعة أكسفورد، 1959. (المجلد 1، الجزء 6 من الشفاء.)

## في الترجمة الإنجليزية
تتضمن سلسلة الترجمة الإسلامية في جامعة بريغهام يونايتد جزأين من كتاب الشفاء (The Healing).
- Avicenna (2005). The Metaphysics of The Healing. Provo, Utah: Brigham Young University. الوسيط |CitationClass= تم تجاهله (مساعدة)
- Avicenna (2010). The Physics of The Healing: A Parallel English-Arabic Text in Two Volumes. Provo, Utah: Brigham Young University. الوسيط |CitationClass= تم تجاهله (مساعدة)

## وصلات خارجية
- Avicenna on the subject and the object of metaphysics with a list of English translations of his philosophical works
- (AR) Kitab al-Shifa fi [kidha] tariff huquq al-Mustafa. مؤرشف من الأصل في 2021-05-13. {{استشهاد بكتاب}}: تجاهل المحلل الوسيط |موقع= (مساعدة)